# Le Sport favori de l'homme
Pour plus de détails, voir Fiche technique et Distribution.
Le Sport favori de l'homme (titre original : Man's Favorite Sport?) est un film américain réalisé par Howard Hawks, sorti le 29 janvier 1964.

## Synopsis
Roger Willoughby est vendeur dans un magasin de pêche. À la veille d'un grand meeting au lac Wakapoogee, les clients affluent pour solliciter ses précieux conseils. Deux jeunes filles travaillant pour l'organisateur du tournoi espèrent compter ce spécialiste prestigieux parmi les participants. Le patron de Willoughby l'incite à s'y inscrire mais son employé tente par tous les moyens de se désister. En effet, Willoughby ne sait pas pêcher.

## Fiche technique
- Titre : Le Sport favori de l'homme
- Titre original : Man's Favorite Sport?
- Réalisation : Howard Hawks
- Scénario : John Fenton Murray et Steve McNeil d'après la nouvelle The Girl Who Almost Got Away de Pat Frank
- Photographie : Russell Harlan
- Montage : Stuart Gilmore
- Musique : Henry Mancini
- Décors : Robert Priestley
- Costumes : Edith Head
- Producteur : Howard Hawks
- Société de production : Universal Pictures
- Pays de production :  États-Unis
- Format : Couleurs — 35 mm — 1,85:1 — Son : Mono
- Genre : Comédie
- Durée : 120 minutes
- Date de sortie : 29 janvier 1964
- Affiche : Boris Grinsson (France)

## Distribution
- Rock Hudson (VF : Jacques Beauchey) : Roger Willoughby
- Paula Prentiss : Abigail Page
- Maria Perschy (VF : Jeanine Freson) : Isolde 'Easy' Mueller
- John McGiver (VF : Noël Darzal) : William Cadwalader
- Charlene Holt : Tex Connors
- Roscoe Karns (VF : Georges Riquier) : Major Phipps
- James Westerfield (VF : Marcel Lestan) : Policeman
- Norman Alden (VF : Henri Djanik) : John Aigle Braillard
- Forrest Lewis (VF : Emile Duard) : Skaggs
- Regis Toomey (VF : Pierre Leproux) : Bagley
- Tyler McVey (VF : René Fleur) : Client Bush
- Kathie Browne : Marcia
- Paul Langton (VF : Gerard Ferat) : Jim Stern
- Jim Bannon (VF : Raymond Loyer) : Forest Ranger